# Latour-Bas-Elne
Latour-Bas-Elne – miejscowość i gmina we Francji, w regionie Oksytania, w departamencie Pireneje Wschodnie.
Według danych na rok 1990 gminę zamieszkiwało 1346 osób, a gęstość zaludnienia wynosiła 407 osób/km² (wśród 1545 gmin Langwedocji-Roussillon Latour-Bas-Elne plasuje się na 273. miejscu pod względem liczby ludności, natomiast pod względem powierzchni na miejscu 1079.).

## Populacja

Populacja Latour-Bas-Elne w latach 1962–2008